# Academia Aragonesa de la Lengua
La Academia Aragonesa de la Lengua (en aragonés, Academia Aragonesa d'a Luenga) es una institución cientíﬁca aragonesa de carácter oﬁcial y público, cuya creación se aprobó el 9 de mayo de 2013 en las Cortes de Aragón con la Ley de Lenguas de 2013. Sustituye a la Academia de la Lengua Aragonesa y la Academia Aragonesa del Catalán, creadas con la anterior ley, las cuales no llegaron a constituirse. Su función es servir como órgano asesor sobre política lingüística y determinar las normativas de uso de las lenguas propias de la comunidad autónoma de Aragón. La Academia Aragonesa de la Lengua está compuesta por 15 miembros, que son elegidos a partes iguales por el Gobierno de la Diputación General de Aragón, las Cortes aragonesas y la Universidad de Zaragoza.

## Estructura
La Academia Aragonesa de la Lengua se compone de dos institutos: el Instituto del Aragonés y el Instituto Aragonés del Catalán, que podrán proponer al Pleno de la Academia las normas de uso correcto del aragonés y catalán de Aragón, respectivamente.
En julio de 2020, el Gobierno de Aragón aprobó el nombramiento de los primeros 15 miembros de la Academia Aragonesa de la Lengua. En septiembre de 2021 las Cortes aprobaron una proposición no de ley que instaba al Gobierno de Aragón a suspender el Institut Aragonès del Català y anular los nombramientos de la Academia Aragonesa de la Lengua.

## Primeros miembros
Los quince primeros académicos de número fueron designados, cinco por la Universidad de Zaragoza, cinco por el Pleno de las Cortes de Aragón y cinco por el Consejo de Gobierno del Gobierno de Aragón, y fueron nombrados por Decreto del Gobierno de Aragón:
A propuesta de las Cortes de Aragón:
- José Bada Panillo
- Manuel Castán Espot
- María Mercedes Llop Alfonso
- Juan Pablo Martínez Cortés
- Francho Rodés Orquín

A propuesta del Gobierno de Aragón:
- Carmen Alcover Pinós
- María Ángeles Ciprés Palacín
- Ánchel Conte Cazcarro
- Ramon Sistac Vicen
- José Solana Dueso

A propuesta de la Universidad de Zaragoza:
- María Luisa Arnal Purroy
- María Pilar Benítez Marco
- Javier Giralt Latorre
- María Teresa Moret Oliver
- Francho Nagore Laín

## Junta de Gobierno
La Academia celebró su primer Pleno el 1 de octubre de 2021. En él se eligió a los primeros miembros de la Junta de Gobierno, que se completó el 21 de marzo de 2022 con la elección de los vocales correspondientes al Instituto del Aragonés y al Institut Aragonès del Català.
Actualmente, la Junta de Gobierno está formada por:
- Javier Giralt Latorre (presidente)
- María Pilar Benítez Marco (vicepresidenta)
- María Teresa Moret Oliver (tesorera)
- Juan Pablo Martínez Cortés (secretario)
- María Ángeles Ciprés Palacín (vocal por el Instituto del Aragonés)
- Francho Rodés Orquín (vocal por el Instituto del Aragonés)
- Ramon Sistac Vicen (vocal por el Instituto Aragonés del Catalán)
- Hèctor Moret Coso (vocal por el Instituto Aragonés del Catalán)

## Académicos actuales
El 22 de junio de 2022, el Pleno de la Academia eligió a Hèctor Moret Coso como académico de número en el ámbito del catalán de Aragón.
Tras el fallecimiento de Ánchel Conte Cazcarro, el Pleno de la Academia eligió el 9 de mayo de 2024 a Marta Marín Bráviz como académica de número en el ámbito del aragonés.
Actualmente, los académicos de número son:
- Carmen Alcover Pinós
- María Luisa Arnal Purroy
- José Bada Pinillo
- María Pilar Benítez Marco
- Manuel Castán Espot
- María Ángeles Ciprés Palacín
- Javier Giralt Latorre
- Marta Marín Bráviz
- Juan Pablo Martínez Cortés
- Hèctor Moret Coso
- María Teresa Moret Oliver
- Francho Nagore Laín
- Francho Rodés Orquín
- Ramon Sistac Vicen
- José Solana Dueso

Además, la academia cuenta con los siguientes Académicos de Honor:
- Brian Mott
- Artur Quintana i Font